# Goran Dukić
Goran Dukić es un actor, guionista y director de cine croata conocido por dirigir y escribir la película Wristcutters: A Love Story.

## Biografía
Nacido en Zagreb, Croacia, de niño disfrutaba contando historias y sentía la necesidad de expresarlas visualmente, por lo que, al no encontrar la pintura, la escritura o el teatro suficientemente "dinámico", se interesó por el cine e hizo muchos cortometrajes aficionados cuando era adolescente. Su cortometraje de 1991, Mirta uči statistiku y su documental de 1992, Posebni gosti fueron presentados en diversos festivales cinematográficos de Croacia. Dukić cursó sus estudios en la Academia de Arte Dramático de Zageb, graduándose consiguiendo el grado de Bachelor of Arts, y más tarde completó su formación cursando un Máster en Bellas Artes en el American Film Institute de Hollywood, California.

## Carrera
Tras instalarse en Los Ángeles, California, en 2001, Dukić dirigió los cortometrajes How I Saved the World y en 2002 The Yellow House. En 2004 editó y protagonizó la película Dead Doll, del director Adam Sherman.
Dukić escribió y dirigió en 2007, Wristcutters: A Love Story, basado en el relato de Etgar Keret, "Kneller’s Happy Campers" sobre un mundo en el "más allá" reservado a las víctimas del suicidio. Se había puesto en contacto con Keret inmediatamente después de leer la novela y le había pedido los derechos de la historia para rodar la película, sin embargo el escritor rechazó el ofrecimiento de Dukić diciéndole que tenía otras ofertas de adaptación cinematográfica de cineastas franceses y alemanes y sólo daría los derechos si se le mostraba un guion completo que hiciera justicia a la historia. Keret finalmente quedó impresionado por el guion que le hizo llegar Dukić y le concedió el permiso para realizar la película. Dukić se mantuvo fiel a la historia original aunque añadiendo numerosos detalles como la incapacidad de sonreír de los personajes en el "más allá" o la ausencia de estrellas en el cielo nocturno. Al escribir el guion y dirigir la película, Dukić dijo que su objetivo era "preservar la esencia de la novela, pero, añadir detalles de mi propia sensibilidad y visión para convertirla en una película personal".